# Andre McFarlane
Andre Jerome McFarlane (sinh ngày 1 tháng 11 năm 1989) là một cầu thủ bóng đá người Quần đảo Cayman thi đấu ở vị trí hậu vệ. Anh từng đại diện Quần đảo Cayman thi đấu trận vòng loại World Cup năm 2011.